# Alfa-isomethyljonon
Alfa-isomethyljonon is een synthetische geurstof met een bloemengeur. Het is een van de isomeren van methyljonon. Het is een kleurloze tot lichtgele heldere, olieachtige vloeistof.

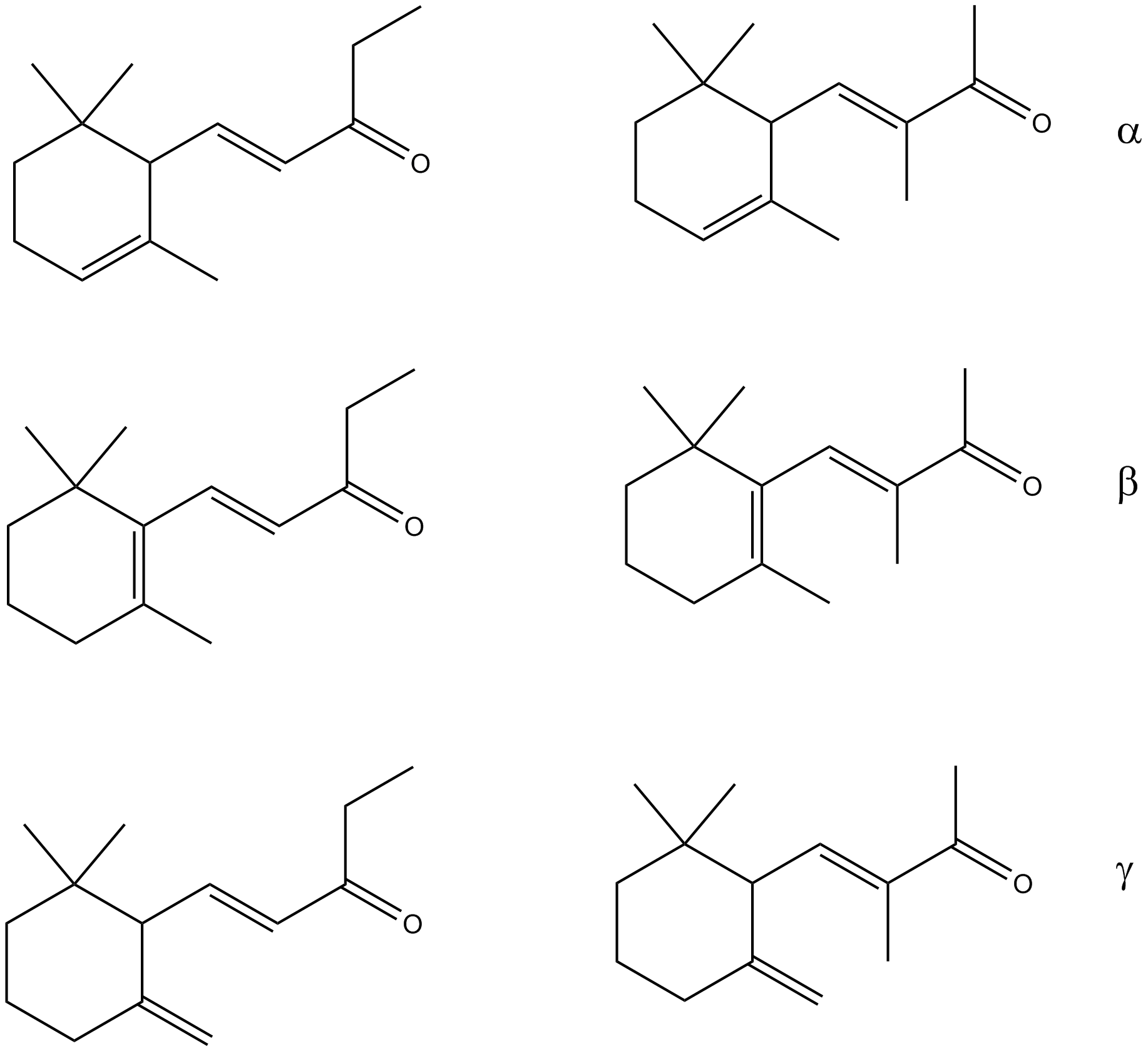
De structuurisomeren van methyljonon: links de normaalvorm, rechts de isovorm; van boven naar beneden: alfa-, beta- en gamma-vorm.

## Synthese
De condensatiereactie van citral met 2-butanon (methylethylketon) levert een mengsel op van normaal- en iso-methylpseudojonon, die geen cyclische structuur hebben. De reactie kan immers zowel met de "methyl-" als met de "ethyl"kant van 2-butanon opgaan. Beide pseudojononen kunnen bovendien in een van vier mogelijke cis-trans-configuraties voorkomen (de normaal-isomeer staat boven, de iso-isomeer beneden):
Men gebruikt hierbij een base als katalysator. Door de keuze van de katalysator en de reactieomstandigheden kan men de verhoudingen van de isomeren in het mengsel beïnvloeden. Een sterke base bevoordeelt de vorming van isomethylpseudojonon. De cyclisatie tot n- of iso-methyljonon gebeurt daarna met een zure katalysator. Deze reactie levert op haar beurt weer een mengsel op van α-, β- en γ-isomeren.

## Toepassing
De stof wordt aan verschillende cosmeticaproducten toegevoegd. Ze is evenwel een zwak contactallergeen die een parfumallergie veroorzaken kan. De Europese cosmeticarichtlijn verplicht fabrikanten om de stof te vermelden in de lijst van ingrediënten als de concentratie hoger is dan 0,01% in producten die van de huid afgespoeld worden of hoger dan 0,001% in producten die op de huid blijven. De brancheorganisatie IFRA (International Fragrance Association) heeft maximumgehalten van methyljononen (isomerenmengsels) in cosmeticaproducten vastgelegd.
Men kan de stof onder meer aantreffen in aftershaves, deodorant, zeep, haar- en huidverzorgingsproducten en in vloeibare detergenten en wasverzachters.